# اوشین لونده
اوشین لونده (انگلیسی: Eugen Lunde; ۱۸ مهٔ ۱۸۸۷ – ۱۷ ژوئن ۱۹۶۳) قایقران قایق بادبانی اهل نروژ بود.